# Pelopidas thrax
A Pelopidas thrax a rovarok (Insecta) osztályának a lepkék (Lepidoptera) rendjébe, ezen belül a busalepkefélék (Hesperiidae) családjába tartozó faj.

## Előfordulása
A Pelopidas thrax előfordulási területe Délkelet-Európa, Észak-Afrika, Dél- és Kelet-Ázsia egészen Indonéziáig. Hawaiira betelepítették.

## Alfajai
- Pelopidas thrax thrax
- Pelopidas thrax inconspicua (Bertolini, 1850)
- Pelopidas thrax masta Evans, 1949

## Megjelenése
Szárnyfesztávolsága 30–35 milliméter. A rokonaitól a széles feje és az egymástól távolabbra eső csápok különböztetik meg. A színezete barnás vagy narancssárgás. A virágról virágra való röpte, pattogó labdáéra hasonló.

## Életmódja
Elterjedési területének legnagyobb részén ártalmatlan lepkefaj, azonban a banánültetvényeken és Indiában a rizsültetvényeken a hernyó jelentős károkat okozhat.